# 秋田県第1区
秋田県第1区（あきたけんだい1く）は、日本の衆議院議員総選挙における選挙区である。1994年（平成6年）の公職選挙法改正で設置。

## 区域

### 現在の区域
2013年（平成25年）公職選挙法改正以降の区域は以下のとおりである。
- 秋田市

2002年（平成14年）公職選挙法改正から2013年の小選挙区改定までの区域は以下のとおりである。当初は河辺郡も含まれていたが、2005年に秋田市に編入合併となった。これにより、東北地方で唯一の単一自治体で構成される選挙区となっている。
- 秋田市
- 河辺郡

### 2002年以前の区域
1994年（平成6年）公職選挙法改正から2002年の小選挙区改定までの区域は以下のとおりである。2002年の区割り変更により、男鹿・南秋地区（現在の男鹿・潟上・南秋地区）が2区に編入された。
- 秋田市
- 男鹿市
- 南秋田郡
- 河辺郡

## 歴史
中選挙区時代から自由民主党の佐藤敬夫と二田孝治が争い、1994年に佐藤が自民党を離党してからもライバル関係にあった。
小選挙区制導入後は1996年で佐藤が、2000年では二田がそれぞれ勝利したが、2000年は票差537という大激戦であった。2003年からは寺田典城秋田県知事(当時)の次男である民主党の寺田学が3回連続で当選した。民主党が全国的な逆風にさらされた2012年の総選挙では自民党新人の冨樫博之が24,113票の大差で勝利し、寺田は比例復活もならず落選した。
2014年の総選挙でも冨樫が当選したが、寺田も8,606票差と前回より差を詰めて比例復活した。2017年の総選挙では元参議院議員の松浦大悟が独自に希望の党に公認申請を行ったため、希望の党の裁定で寺田が比例東北ブロックの単独1位で出馬し、松浦が本区から出馬した。しかし、前回の寺田の得票も下回り、冨樫に大差で敗れ落選した(寺田は比例区で当選)。
2021年の総選挙では寺田が立憲民主党公認の野党統一候補として冨樫に挑むも冨樫が5,594票差で4選、寺田はまたしても比例復活となった。
2024年の総選挙でも冨樫が5選、寺田は比例復活のかたちにはなったものの、自民党の裏金問題が響いて2人の票差は872票差まで大きく縮まる結末となった。

## 小選挙区選出議員
| 選挙名                 | 年     | 当選者   | 党派       |
| ---------------------- | ------ | -------- | ---------- |
| 第41回衆議院議員総選挙 | 1996年 | 佐藤敬夫 | 新進党     |
| 第42回衆議院議員総選挙 | 2000年 | 二田孝治 | 自由民主党 |
| 第43回衆議院議員総選挙 | 2003年 | 寺田学   | 民主党     |
| 第44回衆議院議員総選挙 | 2005年 | 寺田学   | 民主党     |
| 第45回衆議院議員総選挙 | 2009年 | 寺田学   | 民主党     |
| 第46回衆議院議員総選挙 | 2012年 | 冨樫博之 | 自由民主党 |
| 第47回衆議院議員総選挙 | 2014年 | 冨樫博之 | 自由民主党 |
| 第48回衆議院議員総選挙 | 2017年 | 冨樫博之 | 自由民主党 |
| 第49回衆議院議員総選挙 | 2021年 | 冨樫博之 | 自由民主党 |
| 第50回衆議院議員総選挙 | 2024年 | 冨樫博之 | 自由民主党 |

## 選挙結果
時の内閣：第1次石破内閣 解散日：2024年10月9日 公示日：2024年10月15日
当日有権者数：25万5053人 最終投票率：57.55%（前回比： 0.63%） （全国投票率：53.85%（2.08%））
| 当落 | 候補者名 | 年齢 | 所属党派     | 新旧 | 得票数   | 得票率 | 惜敗率 | 推薦・支持 | 重複 |
| ---- | -------- | ---- | ------------ | ---- | -------- | ------ | ------ | ---------- | ---- |
| 当   | 冨樫博之 | 69   | 自由民主党   | 前   | 60,387票 | 41.75% | ――     | 公明党推薦 | ○    |
| 比当 | 寺田学   | 48   | 立憲民主党   | 前   | 59,515票 | 41.15% | 98.56% |            | ○    |
|      | 松浦大悟 | 55   | 日本維新の会 | 新   | 17,865票 | 12.35% | 29.58% |            | ○    |
|      | 鈴木知   | 47   | 日本共産党   | 新   | 6,875票  | 4.75%  | 11.38% |            | ○    |

時の内閣：第1次岸田内閣 解散日：2021年10月14日 公示日：2021年10月19日
当日有権者数：26万1956人 最終投票率：58.18%（前回比：1.78%） （全国投票率：55.93%（2.25%））
| 当落 | 候補者名 | 年齢 | 所属党派   | 新旧 | 得票数   | 得票率 | 惜敗率 | 推薦・支持               | 重複 |
| ---- | -------- | ---- | ---------- | ---- | -------- | ------ | ------ | ------------------------ | ---- |
| 当   | 冨樫博之 | 66   | 自由民主党 | 前   | 77,960票 | 51.86% | ――     | 公明党推薦               | ○    |
| 比当 | 寺田学   | 45   | 立憲民主党 | 前   | 72,366票 | 48.14% | 92.82% | 社会民主党秋田県連合支持 | ○    |

時の内閣：第3次安倍第3次改造内閣 解散日：2017年9月28日 公示日：2017年10月10日
当日有権者数：26万7740人 最終投票率：56.40%（前回比：2.32%） （全国投票率：53.68%（1.02%））
| 当落 | 候補者名 | 年齢 | 所属党派   | 新旧 | 得票数   | 得票率 | 惜敗率 | 推薦・支持 | 重複 |
| ---- | -------- | ---- | ---------- | ---- | -------- | ------ | ------ | ---------- | ---- |
| 当   | 冨樫博之 | 62   | 自由民主党 | 前   | 79,442票 | 53.72% | ――     | 公明党     | ○    |
|      | 松浦大悟 | 48   | 希望の党   | 新   | 53,850票 | 36.42% | 67.79% |            | ○    |
|      | 齊藤大悟 | 38   | 日本共産党 | 新   | 14,584票 | 9.86%  | 18.36% |            |      |

- 寺田は希望の党公認で比例東北ブロック単独で当選。
- 松浦は2007年の第21回参議院議員通常選挙に無所属（民主・社民推薦）で秋田県選挙区から出馬し、当選。第23回は民主党、第24回は民進党から出馬するも落選。

時の内閣：第2次安倍改造内閣 解散日：2014年11月21日 公示日：2014年12月2日
当日有権者数：26万5311人 最終投票率：54.08%（前回比：5.85%） （全国投票率：52.66%（6.66%））
| 当落 | 候補者名 | 年齢 | 所属党派   | 新旧 | 得票数   | 得票率 | 惜敗率 | 推薦・支持 | 重複 |
| ---- | -------- | ---- | ---------- | ---- | -------- | ------ | ------ | ---------- | ---- |
| 当   | 冨樫博之 | 59   | 自由民主党 | 前   | 66,388票 | 47.02% | ――     | 公明党     | ○    |
| 比当 | 寺田学   | 38   | 民主党     | 元   | 57,782票 | 40.92% | 87.04% |            | ○    |
|      | 山内梅良 | 66   | 日本共産党 | 新   | 11,579票 | 8.20%  | 17.44% |            |      |
|      | 伊藤正通 | 63   | 社会民主党 | 新   | 5,441票  | 3.85%  | 8.20%  |            | ○    |

時の内閣：野田第3次改造内閣 解散日：2012年11月16日 公示日：2012年12月4日
当日有権者数：26万6508人 最終投票率：59.93%（前回比：8.53%） （全国投票率：59.32%（9.96%））
| 当落 | 候補者名   | 年齢 | 所属党派     | 新旧 | 得票数   | 得票率 | 惜敗率 | 推薦・支持 | 重複 |
| ---- | ---------- | ---- | ------------ | ---- | -------- | ------ | ------ | ---------- | ---- |
| 当   | 冨樫博之   | 57   | 自由民主党   | 新   | 73,356票 | 46.71% | ――     | 公明党     | ○    |
|      | 寺田学     | 36   | 民主党       | 前   | 49,243票 | 31.36% | 67.13% |            | ○    |
|      | 近江屋信広 | 63   | 日本維新の会 | 元   | 15,333票 | 9.76%  | 20.90% |            | ○    |
|      | 高松和夫   | 70   | 日本未来の党 | 前   | 9,702票  | 6.18%  | 13.23% | 新党大地   | ○    |
|      | 佐竹良夫   | 62   | 日本共産党   | 新   | 9,414票  | 5.99%  | 12.83% |            |      |

- 寺田は2013年、秋田市長選挙に立候補したが落選。
- 近江屋は第44回で比例南関東ブロック単独で当選、第45回は比例東北ブロック単独で落選（以上、自民党）、第47回は比例北陸信越ブロック単独で落選（維新の党）。
- 高松は第45回は比例東北ブロック単独で当選（民主党）、第48回は比例東北ブロック単独で落選（希望の党）。

時の内閣：麻生内閣 解散日：2009年7月21日 公示日：2009年8月18日
当日有権者数：26万7441人 最終投票率：68.46%（前回比：2.83%） （全国投票率：69.28%（1.77%））
| 当落 | 候補者名   | 年齢 | 所属党派   | 新旧 | 得票数   | 得票率 | 惜敗率 | 推薦・支持 | 重複 |
| ---- | ---------- | ---- | ---------- | ---- | -------- | ------ | ------ | ---------- | ---- |
| 当   | 寺田学     | 32   | 民主党     | 前   | 93,097票 | 51.86% | ――     |            | ○    |
|      | 二田孝治   | 71   | 自由民主党 | 前   | 61,752票 | 34.40% | 66.33% |            | ○    |
|      | 鈴木知     | 32   | 日本共産党 | 新   | 15,830票 | 8.82%  | 17.00% |            | ○    |
|      | 藤井陽光   | 61   | 無所属     | 新   | 7,353票  | 4.10%  | 7.90%  |            | ×    |
|      | 鶴田裕貴博 | 50   | 幸福実現党 | 新   | 1,472票  | 0.82%  | 1.58%  |            |      |

- 藤井は平沼グループ所属。

時の内閣：第2次小泉改造内閣 解散日：2005年8月8日 公示日：2005年8月30日
当日有権者数：27万59人 最終投票率：65.63%（前回比：5.91%） （全国投票率：67.51%（7.65%））
| 当落 | 候補者名   | 年齢 | 所属党派   | 新旧 | 得票数   | 得票率 | 惜敗率 | 推薦・支持 | 重複 |
| ---- | ---------- | ---- | ---------- | ---- | -------- | ------ | ------ | ---------- | ---- |
| 当   | 寺田学     | 28   | 民主党     | 前   | 77,135票 | 44.40% | ――     |            | ○    |
| 比当 | 二田孝治   | 67   | 自由民主党 | 前   | 68,526票 | 39.44% | 88.84% |            | ○    |
|      | 石川錬治郎 | 66   | 国民新党   | 新   | 14,751票 | 8.49%  | 19.12% |            | ○    |
|      | 今川和信   | 40   | 日本共産党 | 新   | 13,334票 | 7.67%  | 17.29% |            |      |

時の内閣：第1次小泉第2次改造内閣 解散日：2003年10月10日 公示日：2003年10月28日
当日有権者数：26万8690人 最終投票率：59.72% （全国投票率：59.86%（2.63%））
| 当落 | 候補者名   | 年齢 | 所属党派   | 新旧 | 得票数   | 得票率 | 惜敗率 | 推薦・支持 | 重複 |
| ---- | ---------- | ---- | ---------- | ---- | -------- | ------ | ------ | ---------- | ---- |
| 当   | 寺田学     | 27   | 民主党     | 新   | 68,586票 | 44.12% | ――     |            | ○    |
|      | 佐藤敬夫   | 68   | 保守新党   | 前   | 49,777票 | 32.02% | 72.58% |            |      |
|      | 石川錬治郎 | 64   | 無所属     | 新   | 24,382票 | 15.68% | 35.55% |            | ×    |
|      | 今川和信   | 39   | 日本共産党 | 新   | 12,713票 | 8.18%  | 18.54% |            |      |

- 佐藤は民主党からの鞍替え。第44回で自民党から比例東北ブロック単独で出馬し落選。
- 前回当選した二田は今回は比例単独で立候補し当選。

時の内閣：第1次森内閣 解散日：2000年6月2日 公示日：2000年6月13日 （全国投票率：62.49%（2.84%））
| 当落 | 候補者名 | 年齢 | 所属党派   | 新旧 | 得票数    | 得票率 | 惜敗率 | 推薦・支持 | 重複 |
| ---- | -------- | ---- | ---------- | ---- | --------- | ------ | ------ | ---------- | ---- |
| 当   | 二田孝治 | 62   | 自由民主党 | 前   | 101,848票 | 44.02% | ――     |            | ○    |
| 比当 | 佐藤敬夫 | 65   | 民主党     | 前   | 101,311票 | 43.79% | 99.47% |            | ○    |
|      | 今川和信 | 35   | 日本共産党 | 新   | 17,738票  | 7.67%  | 17.42% |            |      |
|      | 船川克夫 | 55   | 自由党     | 新   | 10,463票  | 4.52%  | 10.27% |            | ○    |

時の内閣：第1次橋本内閣 解散日：1996年9月27日 公示日：1996年10月8日 （全国投票率：59.65%（8.11%））
| 当落 | 候補者名 | 年齢 | 所属党派   | 新旧 | 得票数   | 得票率 | 惜敗率 | 推薦・支持 | 重複 |
| ---- | -------- | ---- | ---------- | ---- | -------- | ------ | ------ | ---------- | ---- |
| 当   | 佐藤敬夫 | 61   | 新進党     | 元   | 95,194票 | 45.47% | ――     |            |      |
| 比当 | 二田孝治 | 58   | 自由民主党 | 前   | 84,625票 | 40.43% | 88.90% |            | ○    |
|      | 荻原和子 | 55   | 日本共産党 | 新   | 29,514票 | 14.10% | 31.00% |            |      |